# Olle Håkansson
Olle Håkansson (1927. február 22. – 2001. február 11.) világbajnoki ezüstérmes svéd válogatott labdarúgó.
A svéd válogatott tagjaként részt vett az 1958-as világbajnokságon.

## Sikerei, díjai
IFK Norrköping
- Svéd bajnok (3): 1951–52, 1955–56, 1956–57

Svédország
- Világbajnoki döntős (1): 1958